# ネオン・ローズ
ネオン・ローズ（Neon Rose）は、スウェーデン出身のハードロック・バンドである。主に1970年代初頭から中期にかけて、スウェーデン国内で活動したが、わずか2年余りで解散した。

## 歴史
1969年にストックホルムにて、ギターのピエーロ・メンガレッリとベースのベンノ・メンガレッリの兄弟を中心に、シンガーのロジャー・ホールゴードが加入、ドラマーにケンタ・クルールが加わり、バンドが結成される。1973年には、ドラマーがスタンリー・ラーションに交代し、もう一人のギタリストとして、グンナー・ハーリンが加入し、バンドをネオン・ローズと改めると共に、同年ヴァーティゴ・レコードと契約を交わし、1974年にデビュー作『A Dream of Glory and Pride』でデビュー。翌1975年には、2作目となる『Two』を発表したが、スタンリー・ラーションが脱退。後任にトーマス・エクランドが加入。同1975年末に、3作目にして最終作となる『Reload』を発表。当時イギリスを中心に全世界で人気だったナザレスと共に、スカンディナヴィア・ツアーを敢行したが、シンガーのロジャー・ホールゴードが、ジャズ・ロック・バンドのヴァーサ・エクスプレス（Wasa Express）を結成すべく脱退したため、バンドは解散した。
バンドの中心メンバーだった、メンガレッリ兄弟は、1977年に再度メンバーを集め、バンドを再結成したが、デモテイクを数曲レコーディングしただけで、再度解散。諦めずにメンガレッリ兄弟は、シンガーにコニー・ブルーム、キーボードにエリク・スヴェンソン、ドラマーにホアキン・カラフェルなるメンバーを迎え、1981年に三度ネオン・ローズを再結成し、地元のインディーズ・レーベルより1作のみシングルを発表している。

## メンバー
- ロジャー・ホールゴード（Roger Holegård、1954年3月24日 - ）※ボーカル、ギター、メロトロン担当。1969年から解散まで在籍。現在はスウェーデン国内で長年に渡って活動を続ける、ジャズ・ロック・バンド、ヴァーサ・エクスプレスのシンガー。
- ピエーロ・メンガレッリ（Piero Mengarelli）※ギタリスト。バンドの中心メンバー。現在の動向は不明。
- ベンノ・メンガレッリ（Benno Mengarelli）※ベーシスト。同じくバンドの中心メンバー。現在の動向は不明。
- グンナー・ハーリン（Gunnar Hallin、1956年10月18日 - ）※ギタリスト。1974年 - 1975年在籍。現在はストックホルム東部のヴェンダルシェーに住み、ギター教室を開いている[1]。
- スタンリー・ラーション（Stanley Larsson、1953年11月20日 - 2007年1月22日）※ドラマー。1973年 - 1975年在籍。ネオン・ローズ解散後はオーレブローを中心に活動した、ネイチャーなるバンドに参加したり、スウェーデンのトップシンガー、マグナス・アグラなどのバック・ミュージシャンを務めたりしたが、2007年に死去。
- トーマス・ウィクランド（Thomas Wiklund）※ドラマー。1975年在籍。元々はスウェーデンのプログレッシブ・ロック・バンド、アッポート・ヴァッガルナ（Uppåt Väggarna）に在籍していたが、スタンリー・ラーションの脱退に伴い、急遽レコーディングに参加。フェアウェル・ツアー後は、再びアッポート・ヴァッガルナに戻っている。

## ディスコグラフィ

### スタジオ・アルバム
- A Dream of Glory and Pride (1974年、Vertigo)
- Two (1975年、Vertigo)
- Reload (1975年、Vertigo)